# Comuna Seleț, Turiisk
Seleț (în ucraineană Селець) este o comună în raionul Turiisk, regiunea Volînia, Ucraina, formată din satele Seleț (reședința) și Zadîbî.

## Demografie
Componența lingvistică a satului Seleț
     Ucraineană (99,31%)
     Alte limbi (0,55%)
Conform recensământului din 2001, majoritatea populației satului Seleț era vorbitoare de ucraineană (99,31%), existând în minoritate și vorbitori de alte limbi.